# Ctenotus leae
Espèce
Synonymes
- Lygosoma leae Boulenger, 1887

Ctenotus leae est une espèce de sauriens de la famille des Scincidae.

## Répartition
Cette espèce est endémique d'Australie. Elle se rencontre en Australie-Occidentale, dans le Territoire du Nord, au Queensland, en Australie-Méridionale et en Nouvelle-Galles du Sud.

## Étymologie
Cette espèce est nommée en l'honneur du révérend T. E. Lea.

## Publication originale
- Boulenger, 1887 : Catalogue of the Lizards in the British Museum (Nat. Hist.) III. Lacertidae, Gerrhosauridae, Scincidae, Anelytropsidae, Dibamidae, Chamaeleontidae. London, p. 1-575 (texte intégral).